# زرداب، آق‌سو
زرداب، آق‌سو (به ترکی آذربایجانی: Zərdab) یک منطقهٔ مسکونی در جمهوری آذربایجان است که در شهرستان آق‌سو واقع شده‌است.